# Sant'Antonio Abate (Napulj)
Sant'Antonio Abate je crkva u Napulju, smještena na početku istoimenog naselja Borgo Sant'Antonio Abate.
Legenda kaže da je crkva, koja se nalazi na podrijetlu istoimenog sela, osnovana po nalogu kraljice Ivane I. Anžuvinske, no diploma kralja Roberta Anžuvinskog pokazuje da je tu već u ožujku 1313. bile crkva i bolnica i da su se na ovom mjestu liječili bolesnici od bolesti zvane "sveta vatra" ili zoster proizvodom dobivenim od svinjske masti.
Ova je crkva bila sjedište Svetog vojnog konstantinovačkog reda Svetog Jurja.
U ovoj crkvi nalaze se dvije najvažnije slike Luce Giordana.

## Vanjske poveznice
|  | Zajednički poslužitelj ima još gradiva o temi Sant'Antonio Abate (Napulj) |